# Minuartia bilykiana
Minuartia bilykiana là loài thực vật có hoa thuộc họ Cẩm chướng. Loài này được Klokov mô tả khoa học đầu tiên năm 1952.